# Trochosodon optatus
Trochosodon optatus är en mossdjursart som beskrevs av Harmer 1957. Trochosodon optatus ingår i släktet Trochosodon och familjen Biporidae. Inga underarter finns listade i Catalogue of Life.